# Інформаційне право
Інформаці́йне пра́во — комплексна галузь права, множина правових норм, що визначає суспільні відносини стосовно інформації, як суспільного ресурсу, функціюванням інформаційних систем з метою забезпечення задоволення потреб, інтересів людини, громадянина, соціальних спільнот, суспільства, держави, міжнародного співтовариства.
Структура інформаційного права складається із трьох взаємопов"язаних частин: загальна частина, особлива частина, спеціальна частина.
Загальна частина складається із таких провідних інститутів: основних положень про інформаційне права (основні поняття інформаційного права, концепти його визначення); зміст інформаційних правовідносин; об"єкти правовідносин; суб"єкти правовідносин щодо інформації; принципи інформаційного права; методологія інформаційного права; джерела інформаційного права, його взаємозв"язок з провідними, комплексними, спеціальними галузями права; історія інформаційного права; наукові школи інформаційного права в окремих країнах; структура законодавства про інформацію окремої країни та його взаємозв"язок з міжнародним інформаційним правом.
Особлива частина складається із таких інститутів: основоположні засади прав та обов"язків людини, громадянина у інформаційній сфері суспільства; засади прав суспільства щодо поширення, доступу та зберігання соціально значимої інформації; засади прав, обов"язків, гарантій держави щодо інформації, її обігу, визначення правового режиму доступу до неї, використання її в інтересах та потребах забезпечення функціонування органів державної влади та місцевого саморядування; засади міжнародного інформаційного обміну.
Спеціальна частина — структурована за такими об"єктно-інституційно структурованими ознаками на рівні підгалузей, за видами, напрямками інформаційної діяльності: державне регулювання забезпечення суспільних відносин щодо персональних даних, їх охорони, захисту; основні положення мас-медіа права; основні положення бібліотечного права; основні положення архівного права; основні положення науково-освітнього права; основні положення рекламного права; основні положення музейного права; основні положення телекомунікаційного права (у його складі такі два великі, складні інститути як пошта електрозв"язок); основні положення інформатики та інформатизації; основні положення ІТ-права; основні положення Інтернет-права та права електронних соціальних мереж комунікації; основні положення кібер-права; основні положення організації національної інформаційної безпеки тощо (переважно ті спеціальні інститути видів інформаційної діяльності, що мають формалізацію на рівні спеціальних юридичних законів, де різновиди інформації визначені як спеціальні об"єкти правовідносин).
За такими ознаками, з точки зору теорії множинності великих, складних систем (гіперсистем), образно в сучасній доктрині права, інформаційне право умовно структурується подібно до таблиці хімічних елементів Д. І. Менделеєва, що дозволяє зрозуміти його багатофункціональність, цілістність, підсистеми в системі та вивчати для застосування у практиці.

## Основне змістове наповнення поняття
Розрізняють об'єктивний і суб'єктивний зміст інформаційного права.
Перший — це суспільні відносини щодо інформації, що знаходять вираз у нормах визначених на публічно-правовому та приватно-правовому рівнях.
Другий — це множина прав і обов'язків конкретних учасників суспільних відносин щодо інформації, як об'єкта суспільних відносин.
За сутністю інформаційне право розглядається як сфера суспільних відносин, як наука, як навчальна дисципліна.
За сутнісню інформаційне право розглядається: як умовно визначена сфера суспільних відносин щодо інформації; як навчальна дисципліна; як напрямок наукових досліджень у складі юридичних наук.
Об'єкт правового регулювання у інформаційному праві — суспільні інформаційні відносини (суспільні відносини щодо інформації).
Основний предмет суспільних відносин — інформація (дані, відомості, повідомлення, знання, таємниця тощо).
Метод правового регулювання суспільних відносин в галузі інформації: у публічно-правовій складовій — це системне, комплексне застосування методів конституційного, цивільного, адміністративного та кримінального права. У приватно-правовій складової — як метод можна розглядати — комплексне застосування методів саморганізації — на рівні правочинів, угод, звичаїв, традицій, норм суспільної моралі, професійної, ділової етики тощо без участі держави.

## Правова природа інформаційного права в Україні
За правовою природою, походженням інформаційне право — це велика складова підсистема в системі національного права, що має приватно-правову і публічно-правову складові. Тобто, норми правил поведінки інформаційного права формуються як на публічному (державному), так і приватному рівнях суспільних відносин щодо інформації у ході різноманітної діяльності людей.
Інформаційне право через предмет правовідносин — інформацію пов'зане як з провідними галузями права (конституційним, адміністративним, цивільним, кримінальним) так і з різними іншими комплексними галузями права (фінансовим, господарським, екологічним ін.), спеціальними галузями права (інвестиційним, транспортним, повітряним, податковим, бюджетним, банківським, страховим, конкурентним та ін.), а також міжгалузевими інститутами права: правом інтелектуальної власності (у його складі — авторським, винахідницьким тощо), з іншими інститутами різних галузей права, де похідним предметом є суспільні відносини щодо інформації (твір, винахід, корисна модель, масова інформація, архіви, бібліотеки тощо). Субінститутами загальної частини інформаційного права можна вважати такі, як: право свободи інформації, право доступу до інформації, правовий режим інформації з обмеженим доступом та інші.
У сучасній науковій доктрині інформаційного права прийнято вважати, що структурно інформаційне право має три частини: загальну, особливу і спеціальну.
У розширеному розумінні в загальній частині визначаються основні положення щодо мети, завдань, принципів, змісту, суб'єктів правовідносин пов"язаних з інформацією тощо.
У розширеному розумінні особливої частини інформаційного права визначальними є чотири провідні, великі інститути (гіперінститути): права та обов'язки людини, громадянина пов"язані з інформацією; інтереси, потреби, права суспільства, громадських формувань у соціальній інформаційній сфері; зобов'язання, права та обов'язки держави в суспільній інформаційній сфері; основні засади міжнародного співробітництва країни у глобальному інформаційному просторі.
У спеціальній частині визначальним є структуризація (інституціоналізація) правовідносин в суспільній інформаційній сфері за напрямками (чи видами, підвидами) інформаційної діяльності за технологічними її проявами: мас-медіа право (друковані засоби масової інформації, преса, електронні ЗМІ (радіомовлення, телебачення, інтернет-ЗМІ); інформатизаційне право (право щодо інформатики, Іт-право (щодо створення електронних технологій формалізації, зберігання, поширення, пошуку, отримання інформації за допомогою комп'ютерів та інших їх різновидів (айфонів, айпедів, смартфонів тощо); право інформаційної безпеки, Інтернет-право, телекомунікаційне право тощо.
Основні простори правового регулювання інформаційних правовідносин :
- визначення та правове закріплення провідних напрямів і методів державної політики у сфері вибору мов спілкування;
- правове регулювання суспільних відносин у сфері засобів масової інформації (преса, видавнича справа, радіо, телебачення, комп'ютерні мас-медіа інтернет-технології тощо);
- права на інформацію;
- державні інформаційні системи і мережі;
- доступ до інформації;
- правове і технічне забезпечення регулювання захисту інформації;
- реалізація конституційних прав осіб на режим доступу до персональних даних інформації про громадян та їх спільності (організації) за умов інформатизації державних органів управління;
- державно-правове сприяння формуванню ринку інформаційних ресурсів, послуг, інформаційних систем, технологій, з пріоритетами для вітчизняних виробників інформаційної продукції, засобів, технологій;
- формування і використання національних інформаційних ресурсів, збору, обробки, накопичення, зберігання, пошуку, поширення та надання споживачам інформації;